# Леандрос, Вики
Ви́ки Ле́андрос (нем. Vicky Leandros, настоящее имя Василики Папатанасиу; род. 23 августа 1949, Греция) — немецкая певица греческого происхождения, победительница конкурса Евровидение-1972.

## Биография
Родилась на острове Корфу в семье певца и композитора Леандроса Папатанассиу, известного под псевдонимом Лео Леандрос. С 1958 года вместе с отцом жила в ФРГ. В 1965 году выпустила свой первый сингл Messer, Gabel, Schere, Licht, принесший ей известность. В 1967 году получила предложение представлять Люксембург на конкурсе песни Евровидение, где заняла четвёртое место с песней L’amour est bleu, выступая под именем Вики. При этом песня стала международным хитом, что стало отправной точкой её длительной популярности во многих странах мира.
В 1971 году получила приз «Бронзовая роза Монтрё» за своё телевизионное шоу «Ich Bin». В 1972 году вновь представляла Люксембург на конкурсе Евровидение-1972, где завоевала первое место с песней Après Toi, продажи которой в мире превысили рубеж 10 млн экземпляров. В течение своей карьеры записывала синглы и альбомы на восьми языках, став одной из самых популярных певиц 1970-х годов. Большой успех имели синглы певицы Theo, wir fahr’n nach Lodz, Ich hab' die Liebe geseh’n, Die Bouzouki klang durch die Sommernacht, Ich liebe das Leben. В тот период её пластинки выходили ежегодно, а иногда и дважды в год.
Певица получила огромное число золотых и платиновых дисков во многих странах мира, являясь на протяжении нескольких десятилетей одним из мировых лидеров по количеству проданных записей. На протяжении карьеры Вики Леандрос записала более 450 синглов и 460 LP на разных языках, суммарный тираж которых превысил 40 миллионов проданных копий.
В 2006 году участвовала в немецком национальном отборе к Евровидению, но потерпела неудачу. В том же году была выбрана вице-мэром греческого портового города Пирей от партии ПАСОК, однако в 2008 году оставила свой пост и вернулась к музыкальной карьере.
В 2011 году приняла участие в записи трека C’est Bleu с альбома The Big Mash Up немецкой группы Scooter. Трек сделан на основе её хита L’amour est bleu, позаимствованы два первых куплета в её исполнении.

## Дискография
- 1966: Songs und Folklore
- 1967: A taste of… Vicky
- 1968: Summertime forever
- 1969: Vicky und ihre Hits
- 1969: Ich glaub' an dich
- 1971: Ich bin
- 1972: Vicky Leandros
- 1973: Meine Freunde sind die Träume
- 1974: Mein Lied für dich
- 1975: Ich liebe das Leben
- 1975: Tango d’amour
- 1975: Across the water
- 1977: Du, du liegst mir im Herzen
- 1977: V.L.
- 1977: Süßer die Glocken nie klingen
- 1978: Ich bin ein Mädchen
- 1978: Vicky Leandros
- 1981: Ich gehe neue Wege
- 1981: Love is alive
- 1982: Verlorenes Paradies
- 1983: Vicky
- 1985: Eine Nacht in Griechenland
- 1988: Ich bin ich
- 1989: Piretos tou Erota
- 1990: Starkes Gefühl
- 1991: Nur einen Augenblick
- 1993: Andres
- 1995: Lieben und Leben
- 1997: Gefühle
- 1998: Weil mein Herz Dich nie mehr vergisst
- 2000: Jetzt
- 2001: Now!
- 2001: Mit offenen Armen
- 2002: Weihnachten mit Vicky Leandros
- 2003: Vicky Leandros singt Mikis Theodorakis
- 2005: Ich bin wie ich bin
- 2006: Ich bin wie ich bin — Special Edition
- 2006: Ich bin wie ich bin — Das Jubiläumskonzert
- 2009: Möge der Himmel
- 2010: Zeitlos
- 2015: Ich weiß, dass ich nichts weiß